# Wildhood
Pour plus de détails, voir Fiche technique et Distribution.
Wildhood est un film canadien réalisé par Bretten Hannam, sorti en 2021. Il s'agit de l'adaptation de son propre court métrage Wildfire (2019), sur la bispiritualité entre deux hommes mi’kmaq.
Il est présenté en avant-première mondiale au Festival international du film de Toronto 2021, dans la section « Discovery ».

## Synopsis
Link, un adolescent de seize ans, a longtemps grandi sans sa mère morte et élevé par son père violent. Sa mère était Mi'kmaq et son père, un Blanc. Un jour, il découvre que sa mère est toujours en vie, et part avec son jeune demi-frère, Travis, en voyage dans le but de la retrouver. En chemin, il rencontre Pasmay, un danseur Mi'kmaq ouvertement bispirituel, et, sans tarder, lui sert d'un guide. Ce dernier va renouer avec ses origines autochtones et l'amour.

## Fiche technique
Sauf indication contraire, les informations mentionnées dans cette section peuvent être confirmées par la base de données cinématographiques IMDb,  présente dans la section « Liens externes ».
- Titre original et français : Wildhood
- Réalisation et scénario : Bretten Hannam (en)
- Musique : Neil Haverty
- Direction artistique : Danielle Bowman et Jackson Noble
- Décors : Michael Pierson
- Costumes : Emlyn Murray
- Photographie : Guy Godfree (en)
- Montage : Shaun Rykiss
- Production : Julie Baldassi (en), Bretten Hannam et Gharrett Patrick Paon (en)
- Sociétés de production : Rebel Road Films, Flimshow , Younger Daughter Films et Mazewalker Film
- Sociétés de distribution : Films Boutique (Canada), Métropole Films Distribution[4] (Québec), Outplay[5] (France)
- Pays de production :  Canada
- Langue originale : anglais, micmac
- Format : couleur
- Genre : drame romantique
- Durée : 108 minutes
- Dates de sortie :
  - Canada : 11 septembre 2021 (Festival international du film de Toronto)
  - Québec : 25 mars 2022[4]
  - France : 30 mars 2023 (vidéo à la demande)[6]

## Distribution
- Phillip Lewitski (en) : Lincoln « Link »
- Joshua Odjick : Pasmay
- Avery Winters-Anthony : Travis, frère de Lincoln
- Michael Greyeyes : Smokey
- Savonna Spracklin : Sarah, mère de Lincoln
- Joel Thomas Hynes (en) : Arvin, père de Lincoln
- Steve Lund : Dale
- Desna Michael Thomas : Desna
- John R. Sylliboy : Mère Mary
- Jordan Poole : Skater
- Callum Dunphy (en) : Ross
- Mary-Colin Chisholm : Alice
- Samuel Davison : Ryan
- Bailey Maughan : Ben
- Trevor Murray Tattrie : le caissier
- Ursula Calder : Amy
- Thom Payne : le greffier de prison

## Production

### Genèse et développement
Bretten Hannam a écrit le scénario depuis dix ans, puisé de ses propres expériences et celles de la communauté Mi'kmaq — pour le court métrage intitulé Wildfire qui a pu être tourné grâce au soutien de l'Aboriginal Filmmaker Fellowship du Whistler Film Festival et présenté en avant-première mondiale au Festival du film gay et lesbien de Londres, au Royaume-Uni, en mars 2019. L'histoire « parle de la connaissance, de savoir qui vous êtes, d'où vous venez et où est votre place », précise le scénariste-réalisateur « (…) et il n’y a pas une seule définition qui soit absolue, car être bispirituel est finalement enraciné dans une manière autochtone de savoir et d’être. ».
En septembre 2018, le scénario est récompensé à la compétition Pitch This! de Téléfilm Canada au Festival international du film de Toronto, et financé par Téléfilm Canada, en juin 2019.
Il est produit par Gharrett Patrick Paon de Rebel Road Films — qui avait également produit le court métrage Wildfire —, avec la productrice Julie Balassi (Younger Daughter Films) et le producteur exécutif Damon D'Oliveira (Flimshow).
En août 2021, l'agence de vente berlinoise Films Boutique a fait l'acquisition du film.

### Tournage
Le tournage débute, en pleine pandémie de la Covid-19, le 12 août 2020 à Windsor, en Nouvelle-Écosse, avec les acteurs Avery Winters-Anthony, Phillip Lewitski, Joel Thomas Hynes, Michael Greyeyes, Joshua Odjick et Steve Lund,. Il a également lieu dans le territoire du Mi'kma'ki, Première Nation de l'Est du Canada, le parc national de Kejimkujik et dans la vallée d'Annapolis,. Il doit s'achever le 16 septembre pour une sortie au printemps 2021.

### Musique
La musique du film est composée par Neil Haverty, du groupe de rock indépendant canadien Bruce Peninsula (en) :
Liste de pistes
1. Nightdreaming (0:46)
2. Wildhood, Pt. I (1:15)
3. Erase (0:28)
4. Swim (1:34)
5. Twilight (0:50)
6. The Brink (1:22)
7. What If (1:04)
8. Midnight (4:42)
9. Luna (0:54)
10. Sulpher Springs (1:34)
11. Doves (1:36)
12. Living (1:09)
13. Prey Drive (0:44)
14. Ease (0:30)
15. The Dress (2:48)
16. Provisions (1:30)
17. Dwelling (0:47)
18. Smokey (0:49)
19. Sulpher (0:51)
20. Tin Cans (0:46)
21. Prey (0:50)
22. Owl’s Nest (2:20)
23. Mullover (0:40)
24. Freetime (1:15)
25. Wildhood, Pt. II (3:00)

## Accueil

### Festivals
Il est projeté en avant-première, le 11 septembre 2021, au Cinesphere IMAX Theatre du Festival international du film de Toronto,, ainsi qu'entre autres, au Festival international du film de Vancouver en octobre.
En France, il est présenté le 26 novembre 2022 au Festival du film lesbien, gay, bi, trans, queer et ++++ de Paris avant de le distribuer, le 30 mars 2023, en vidéo à la demande.

### Accueil critique
Le film est très bien reçu par la critique : il atteint un taux d'approbation de 100 % sur 35 critiques sur Rotten Tomatoes, avec une note de 7.5⁄10 et totalise un score de 69⁄100 sur le site d'agrégation Metacritic, basé sur 8 critiques toutes positives.

## Distinctions

### Récompenses
- Prix Écrans canadiens 2022 : prix Génie du meilleur acteur dans un second rôle pour Joshua Odjick[21]
- Vancouver Film Critics Circle 2022 : meilleur acteur dans un second rôle dans un film canadien : Joshua Odjick[22]

### Nominations
- Guilde canadienne des réalisateurs 2021 : DGC Discovery Award pour Bretten Hannam[23]
- Prix Écrans canadiens 2022[21] :
  - Prix Génie du meilleur film pour Gharrett Patrick Paon, Julie Baldassi et Bretten Hannam
  - Prix Génie de la meilleure réalisation pour Bretten Hannam
  - Prix Génie du meilleur acteur pour Phillip Lewitski
  - Prix Génie du meilleur scénario pour Bretten Hannam
  - Prix Génie du meilleur casting pour Stephanie Gorin